# Berry Esselink
Albert Herman (Berry) Esselink (IJsselmuiden, 7 februari 1944 – Zwolle, 20 september 1996) was een Nederlands politicus. Namens het Christen-Democratisch Appèl (CDA) was hij van 1986 tot zijn overlijden in 1996 lid van de Tweede Kamer der Staten-Generaal.

## Biografie
Berry Esselink volgde na het afronden van de hbs een administratieve opleiding. Hij was lange tijd directieassistent bij een staalconstructiebedrijf. Via de Anti-Revolutionaire Partij werd hij politiek actief. In 1978 werd hij lid van de Provinciale Staten van Overijssel.
Bij de Tweede Kamerverkiezingen 1986 stond Esselink kandidaat voor het CDA, maar werd hij niet gekozen. Op 30 juli van dat jaar werd hij alsnog beëdigd, nadat een aantal CDA'ers de Kamer verlieten om bewindspersoon in het kabinet Lubbers II te worden. Esselink werd in zijn fractie specialist op het gebied van milieu, natuur, ruimtelijke ordening en volkshuisvesting. In 1995 interpelleerde hij minister Annemarie Jorritsma over het afzinken van het olieplatform Brent Spar. Esselink was ondervoorzitter van de vaste Kamercommissie voor Volkshuisvesting, Ruimtelijke Ordening en Milieubeheer.
Tijdens zijn Kamerlidmaatschap was Esselink in zijn thuisprovincie Overijssel bestuurlijk actief in verschillende culturele organisaties. Zo was hij onder andere voorzitter van de Stichting Kunst en Cultuur Overijssel. Esselink werd in september 1996 getroffen door een hartinfarct. Hij overleed op 20 september in een ziekenhuis in Zwolle aan de gevolgen van het infarct, 52 jaar oud.

## Persoonlijk
Esselink was gereformeerd. Hij was getrouwd en had twee kinderen. De laatste jaren van zijn leven woonde hij in Zwolle, daarvoor in het nabijgelegen Dalfsen.
- Biografisch Portaal: 47974913
- Parlement.com: vg09llokipyb